# 케임브리지 신앙선언
케임브리지 신앙선언(Cambridge Platform)은 1648년에 식민지였던 뉴잉글랜드에서 쓰여진 회중교회의 교회 정치 제도를 묘사한 선언문이다. 웨스트민스터 신앙고백을 따르며, 리처드 매더와 존 코튼에 의해 주로 영향을 받았다. 

## 배경
매사추세츠주는 회중 교회의 회원만 투표할 수 있으며, 교회는 세금으로 제원을 받았다. 
회중교회와 장로교회는 교리적으로 동일하나 교회 정치제도의 차이를 가졌다.  즉, 장로교는 장로를 두어 정치를 하였고, 회중교회는 회중에 의해 정치를 하였다. 
회중교회는 성만찬시 오직 중생한 교회회원만 참여하게 하였고, 장로교는 문제가 없는 교인들에게 성찬 참석을 용인하였다.   

## 영향
1658년에 제정된 사보이 신앙고백에 영향을 주었다.  미국의 유니테리언 교단에도 깊은 영향을 주었다.

## 참고 문헌
- 원문